# Ataenius guanacastae
Ataenius guanacastae är en skalbaggsart som beskrevs av Zdzisława Stebnicka 2005. Ataenius guanacastae ingår i släktet Ataenius och familjen Aphodiidae. Inga underarter finns listade.